# Ondrej Nepela Aréna
Ondrej Nepela Aréna (slovakiska: Zimný štadión Ondreja Nepelu), tidigare Samsung Arena, är en arena i Bratislava i Slovakien. Arenan invigdes 1940 och hade en publikkapacitet på 8 350 personer. 2011 renoverades arena och kapaciteten ökades till 10 000 åskådare. Den används främst för ishockey och är hemmaarena för HC Slovan Bratislava.
Arenan har under åren gått under flera olika namn, som ST Aréna, T-Com Aréna och Samsung Aréna. Den har sitt nuvarande namn efter Ondrej Nepela, en slovakiska konståkare som tävlade för Tjeckoslovakien i slutet av 1960 och början av 1970-talet, och vann en olympisk guldmedalj 1972 i Sapporo i konståkning för herrar.

## Evenemang
- 2008 spelades en försäsongsmatch i NHL i Samsung Arena mellan HC Slovan Bratislava och Tampa Bay Lightning den 30 september 2008. Tampa Bay vann med 3-2 på övertid.
- Europamästerskapen i konståkning 2016 avgjordes här.
- Arenan var huvudarena för VM i ishockey 2019. Arenan hade då namnet Orange Aréna, men endast under den period som VM i ishockey avgjordes, mellan 29 april och 15 maj 2019. Den andra arenan under VM 2019 var Steel Aréna i Košice.
- Arenan var en av flera arenor vid EM i volleyboll 2019.